# Sansa, buddhistické horské kláštery v Koreji
Sansa, buddhistické horské kláštery v Koreji je pojmenování pro skupinu sedmi klášterů, které byly společně v červnu 2018 zapsány na seznam světového kulturního dědictví UNESCO. Kláštery byly založeny v období tří korejských království, ale provoz se ustálil až ve středním období vlády dynastie Čoson.
Buddhismus přišel do Koreje ve 4. století a následně byl přijat všemi třemi královstvími (Kogurjo, Pekče a Silla) a vzkvétal jako státní náboženství po dobu přibližně 1000 let, především v období do konce vlády dynastie Korjo. Podpora státní správy výrazně přispěla k šíření buddhistické kultury, vytváření hmotného a nehmotného kulturního dědictví a k rozvoji spevifického architektonického stylu a technologie. Sansa, buddhistické horské kláštery v Koreji se liší od ostatních buddhistických klášterů v zemi, i díky integraci buddhistické víry a doktrín a domorodých náboženských vyznání. Všechny tyto kláštery jsou považovány za jedinečné ukázky citlivé výstavby a rozmístění náboženských staveb do okolního přírodního prostředí zalesněných hor.

## Lokalizace klášterů
Kláštery jsou rozprostřeny po celém území Jižní Koreje.
| Klášter     | Provincie            | Lokalizace                        |
| ----------- | -------------------- | --------------------------------- |
| Buseoksa    | Severní Kjongsang    | 36°59′56″ s. š., 128°41′15″ v. d. |
| Tongdosa    | Jižní Kjongsang      | 35°29′17″ s. š., 129°3′53″ v. d.  |
| Bongjeongsa | Severní Kjongsang    | 36°39′12″ s. š., 128°39′43″ v. d. |
| Beopjusa    | Severní Čchungčchong | 36°32′32″ s. š., 127°50′2″ v. d.  |
| Magoksa     | Jižní Čchungčchong   | 36°33′32″ s. š., 127°0′44″ v. d.  |
| Seonamsa    | Jižní Čolla          | 34°59′48″ s. š., 127°19′52″ v. d. |
| Daeheungsa  | Jižní Čolla          | 34°28′36″ s. š., 126°37′ v. d.    |

## Fotogalerie

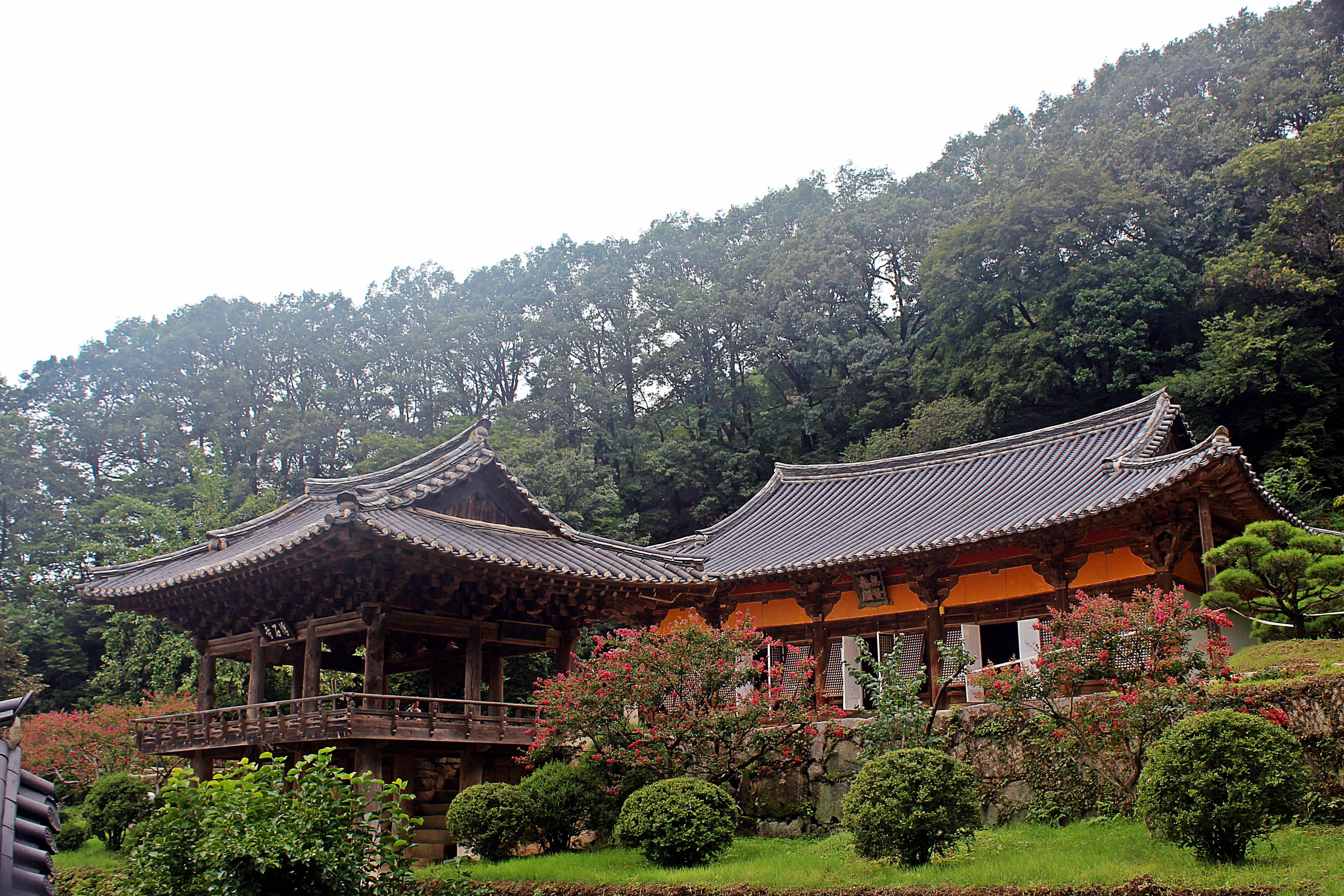
Buseoksa
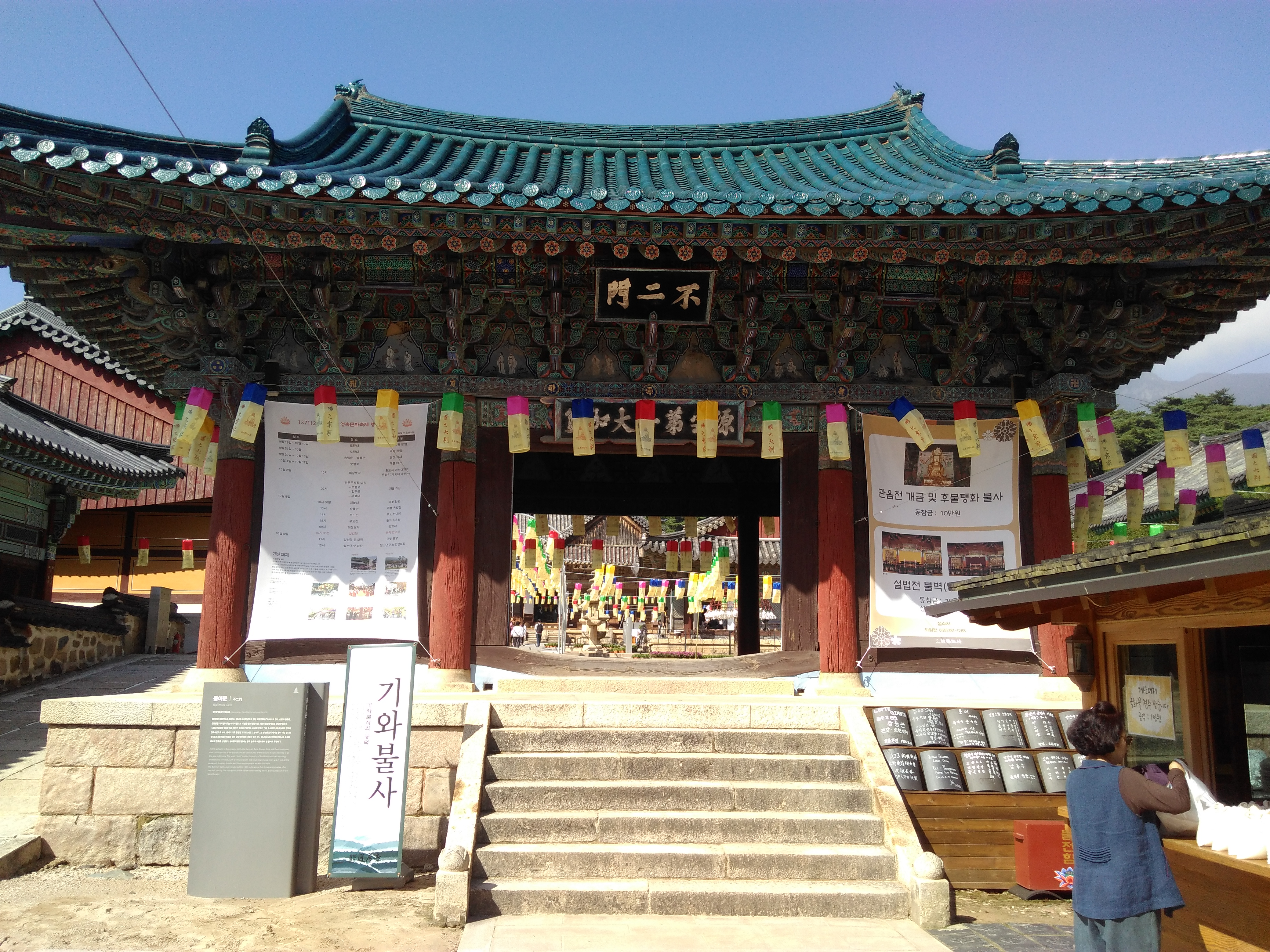
Tongdosa
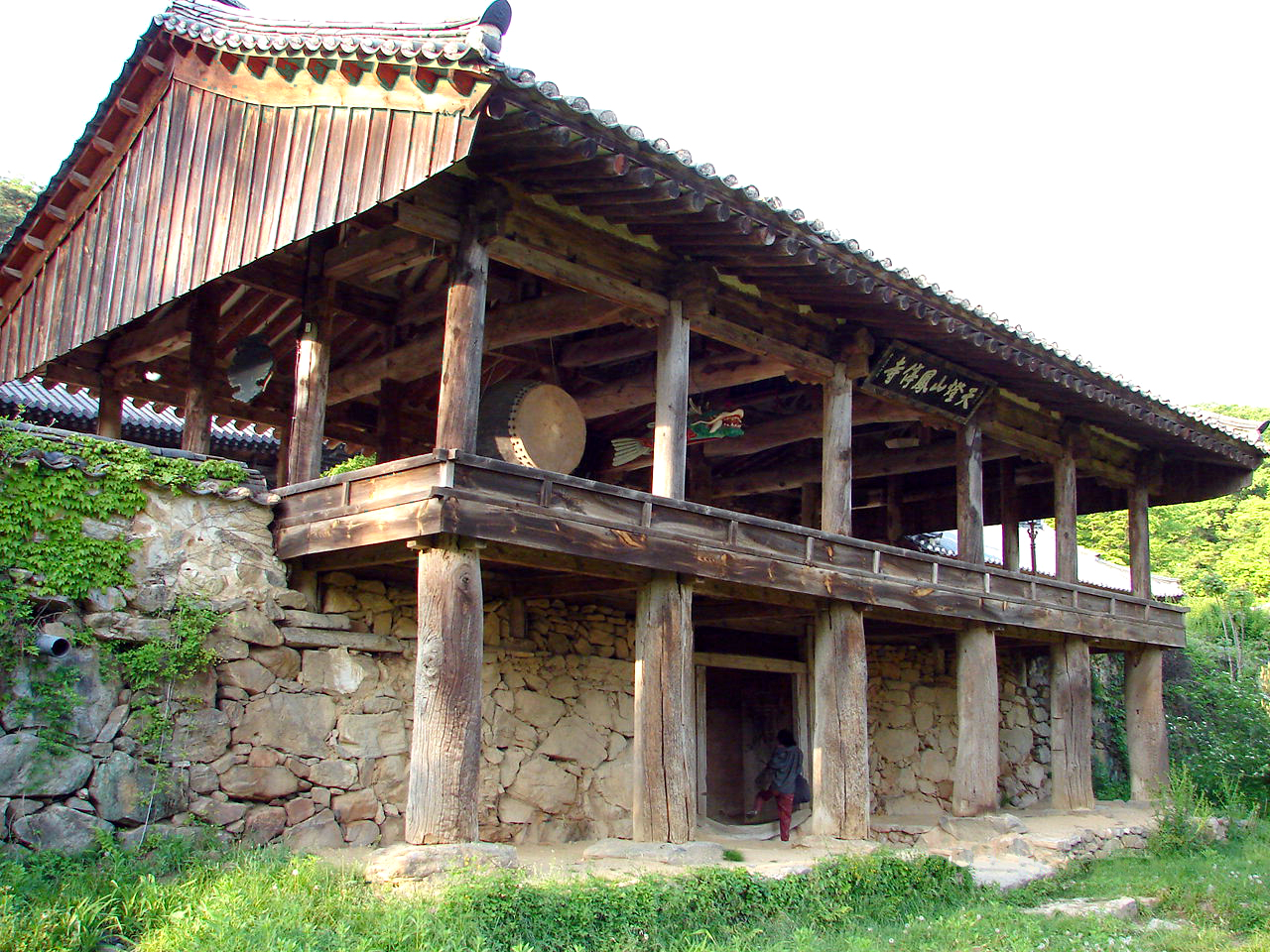
Bongjeongsa
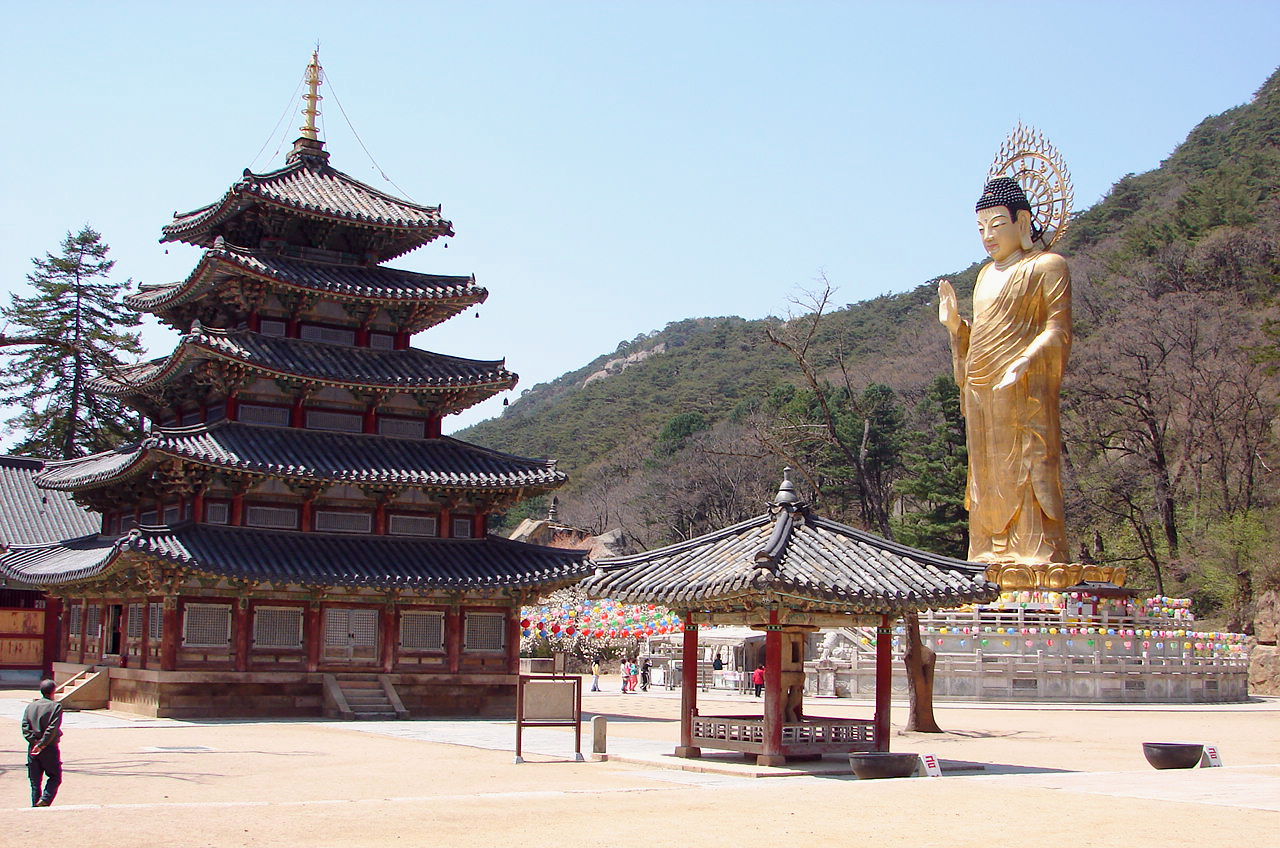
Beopjusa
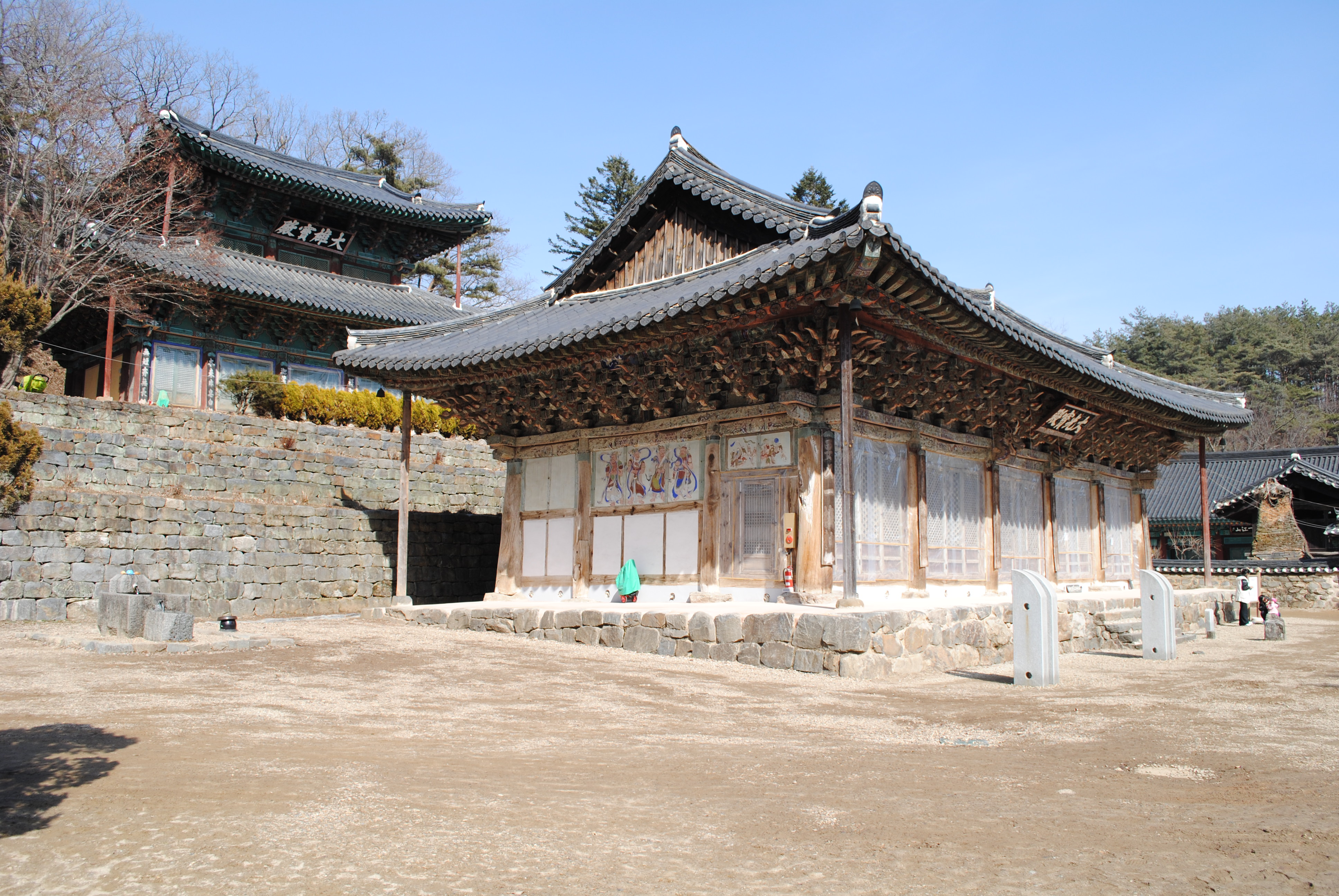
Magoksa
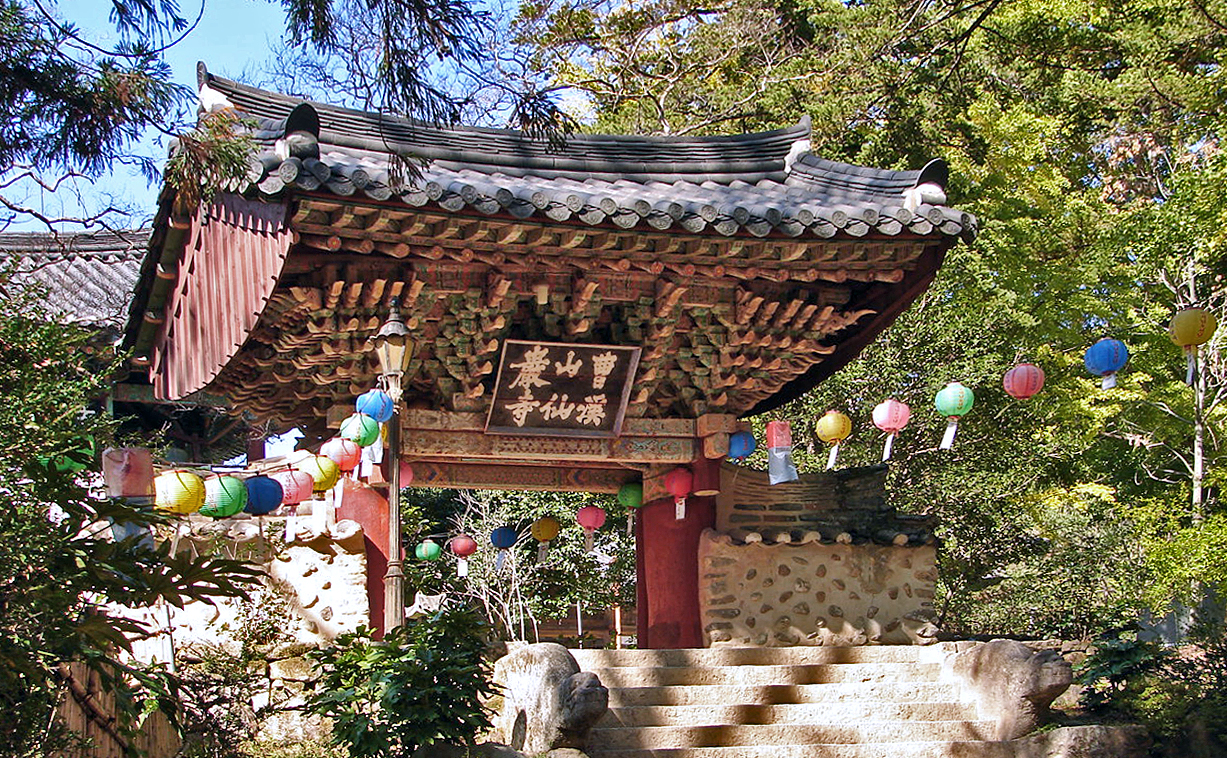
Seonamsa
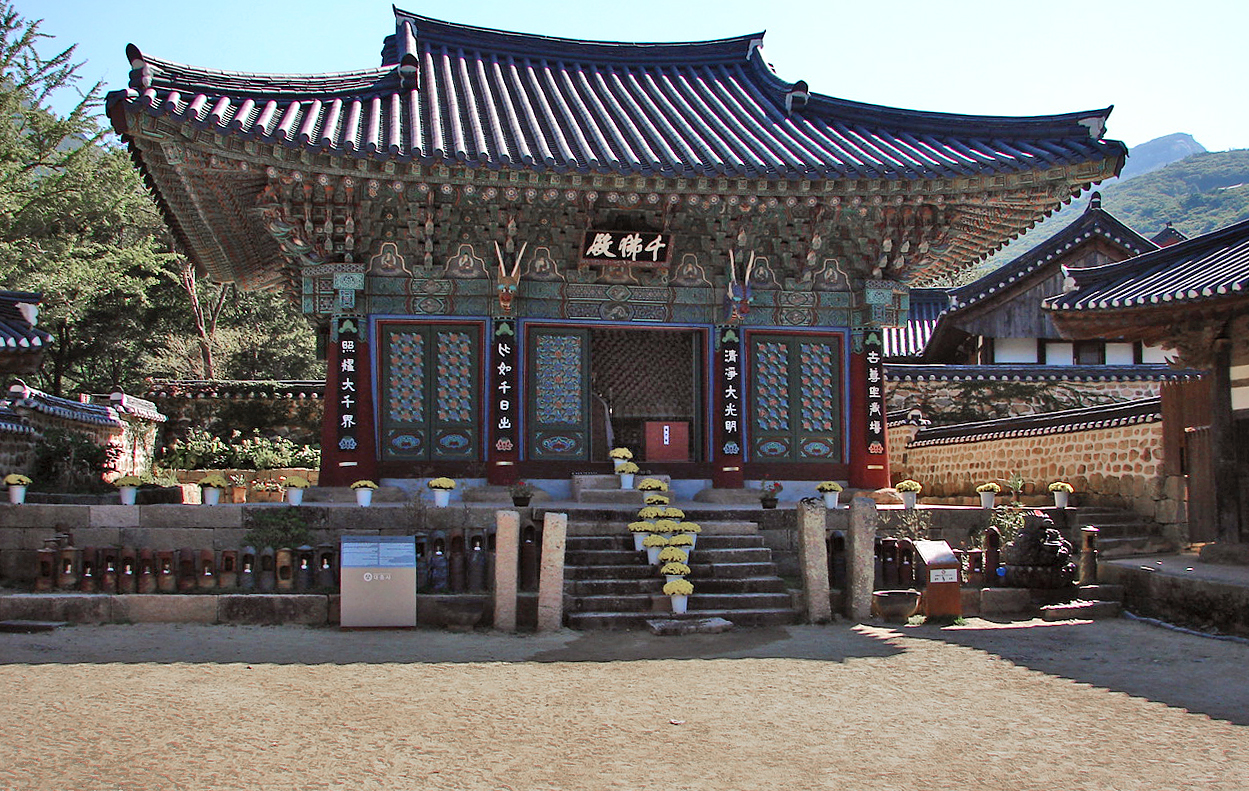
Daeheungsa